# Sibyl Anikeefová
Sibyl Anikeefová (nepřechýleně Sibyl Anikeef ; roz. Marie Augusta Phillipsonová; 29. března 1896 Chicago – 27. července 1997 tamtéž) byla americká fotografka. Pracovala pro Federal Art Project a žila různě v New Yorku, San Diegu, Chicagu, Carmel by the Sea, San Franciscu a Los Angeles. Nejznámější jsou její ztvárnění poloostrova Monterey a portréty rybářů, zátiší a krajin. Používala ještě další jména, například Sibyl Brainerd nebo Sibyl Brainerd Freed.

## Životopis
Narodila se jako Marie Augusta Phillipsonová 29. března 1896 v Chicagu ve státě Illinois rodičům Belle Brainerdové z Colorada a Emilu Phillipsonovi (nebo alternativně Phillipsohnovi) z Německa.  V raném dětství vyrůstala v Brooklynu v New Yorku.  Její matka zemřela v roce 1905 a ona a její sourozenci byli vychováváni svými prarodiči z matčiny strany Wesley a Marie Brainerdovými v Lomalandu, theosofické komunitě v Point Loma, San Diego, Kalifornie.  Děti studovaly na Theosophical Institute madame Tingleyové.  Jejich prarodiče zemřeli v roce 1908 a 1910 a poté si na jejich počest změnila jméno na „Sibyl Brainerd“.  Bratr jejich babičky z matčiny strany Lyman Judson Gage se přestěhoval do Lomalandu a staral se o děti poté, co jejich prarodiče zemřeli. 
Anikeefová pracovala jako fotografka pro Federal Art Project a díky tomu potkala fotografa Edwarda Westona. Později se stal jejím celoživotním přítelem a také pro něho pracovala jako modelka. Její portrétní fotografie od Westona lze nalézt v muzejních sbírkách v Syracuse University Art Museum Muzeum výtvarného umění Boston  a Metropolitní muzeum umění. Portrét z roku 1933 je ve sbírkách Muzea výtvarného umění v Bostonu v Massachusetts.
Zemřela 27. července 1997 v New Yorku. Její vlastní fotografické práce se nacházejí v muzejních a knihovních sbírkách v Muzeu moderního umění Nelson-Atkins Museum of Art ve speciálních sbírkách knihovny na University of California, Davis a Sanfranciském muzeu moderního umění.

## Osobní život
Dne 21. října 1921 se provdala za svého prvního manžela v New Yorku, Vasileho Anikeefa (nebo alternativní hláskování Anikejev), operního zpěváka z Ruska. Spolu měli jednoho syna, Lymana, který se narodil v Moskvě v roce 1927. 
Její druhý manžel byl Simon Freed, atomový vědec, vzali se 5. května 1943 v Chicagu. 